# Vízi denevér
A vízi denevér vagy vízi egérfülű-denevér (Myotis daubentonii) az emlősök (Mammalia) osztályának a denevérek (Chiroptera) rendjébe, ezen belül a kis denevérek (Microchiroptera) alrendjébe és a simaorrú denevérek (Vespertilionidae) családjába tartozó faj.

## Előfordulása
Európa szerte megtalálható, kivétel Skandinávia északi és a Balkán déli részén. Szibéria déli részén egészen Vlagyivosztokig, Koreában, Mandzsúriában, a Kuril- és a Szahalin-szigeteken, valamint Hokkaidón is előfordul. Magyarországon vizek mentén gyakori.

## Alfajai
- Myotis daubentonii chasanensis
- Myotis daubentonii daubentonii
- Myotis daubentonii loukashkini
- Myotis daubentonii nathalinae
- Myotis daubentonii petax
- Myotis daubentonii ussuriensis
- Myotis daubentonii volgensis

## Megjelenése

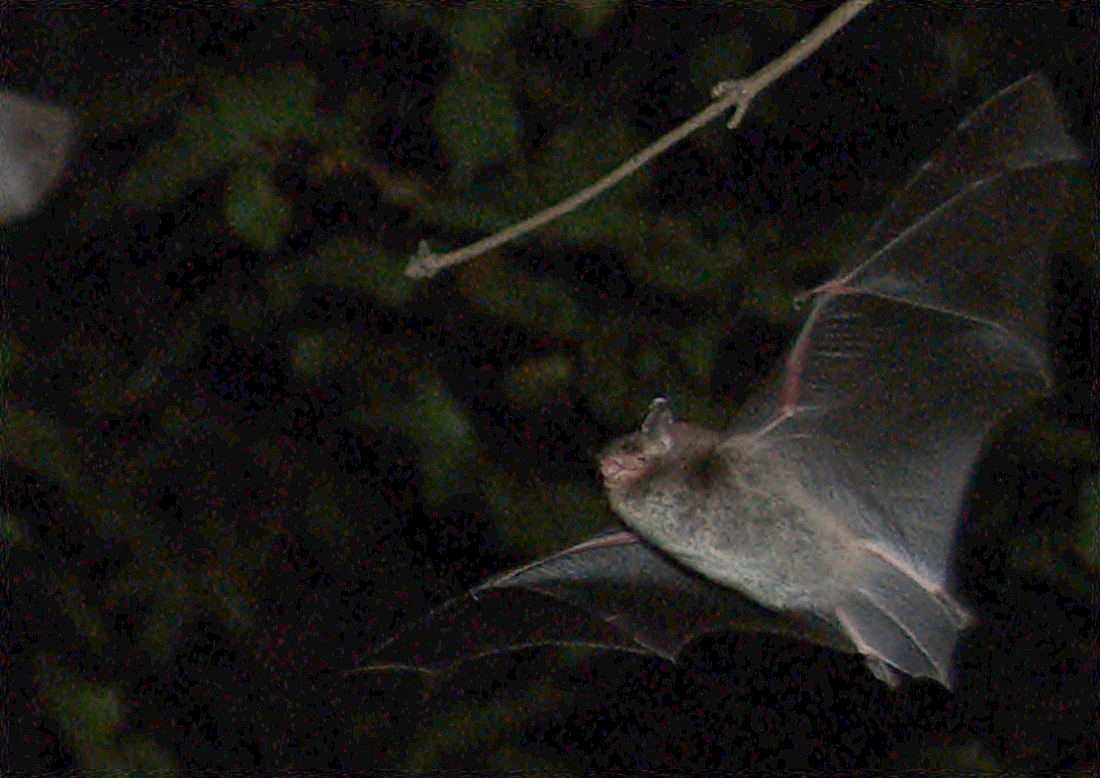
Repülés közben

A vízi denevér testhossza 4,1 - 5,1 centiméter, farokhossza 3 - 3,9 centiméter, magassága 0,75 - 1,1 centiméter, alkarhossza 3,3 - 4,1 centiméter és testtömege 6,5 - 11 gramm. Viszonylag kis faj, lába hosszú. A farok hegye túlér a farokvitorlán. Füleit négy redő keresztezi. A fülfedő a fülhossz fele. A hátoldal sötétbarna, a hasi oldal szürkésbarna árnyalatú, de ettől eltérő színárnyalatok is gyakran megfigyelhetőek.

## Életmódja
A vízi denevér művelt területeken él, kedveli a vízközeli helyeket. Nyáron faodvakban és épületekben, télen barlangokban alszik. A hegyekben 1300 méterig megy fel.
A vízi denevér igen gyorsan repül; mintegy félórával naplemente után indul, és a kora reggeli órákig vadászik. Téli álmát barlangokban, vízszintes helyzetben alussza, ritkábban függeszkedve, magánosan vagy kis csoportokban. Tápláléka rovarok; csak röptében táplálkozik.

## Szaporodása
A megtermékenyülés tavasszal történik. A kölykezőszálláson több száz nőstény tartózkodik. A fiatalok 6-7 hét után önállóak.